# NGC 1288
NGC 1288 je galaksija u zviježđu Kemijska peć.

## Vanjske poveznice
- SEDS: NGC 1288